# アンナ・ブラックバーン
アンナ・ブラックバーン（英: Anna Blackburne、1726年 - 1793年12月30日）はイングランド人の博物学者である。

## 生涯
アンナ・ブラックバーンはランカシャー、ウォリントンのオーフォードにあるオーフォード・ホールで、ジョン・ブラックバーンと妻ジェーン（旧姓アシュトン）の娘として生まれた。父は富裕なチェシャの塩販売業者で、博物学を研究しており、所有していた温室は博物学者のトマス・ペナント(1726 - 1798)が羨ましがるような有名なものであった。この温室では、英国内で初めてコーヒー、茶、サトウキビ、柑橘類が育成されたとされ、他にも椰子、熱帯の果樹、水生植物などが集められていた。
父に触発され、アンナはさらに体系的に博物学を研究することに身を捧げた。カール・フォン・リンネ(1707 - 1778)が発展させた体系をよりよく理解するため、ラテン語も学んだ。
アンナはリンネやヨハン・ラインホルト・フォースター(1729 - 1798)と文通しており、昆虫学の観察研究を出版したり、オクスフォード・ホールの博物館に尽力するよう、励ましを受けていた。
ドイツの博物学者ペーター・ジーモン・パラス(1741 - 1811)と交換協定を結び、多くの植物を入手した。パラスが送った標本のおかげで、アンナが昆虫コレクションに加えた成果はとくに顕著なものになった。アンナのきょうだいであるアシュトン・ブラックバーンはアメリカ合衆国に住むようになり、とくに鳥を含んだ多くの標本をアンナに送付した。ペナントがこうした標本をのちに記述した。アンナは『自然の体系』に記述されていない鳥や昆虫の標本をリンネに送付した。
アンナはウォリントンで亡くなった。

## 顕彰
リンネの弟子であったヨハン・クリスチャン・ファブリチウス (1745 – 1808)は、1781年に甲虫Geotrupes blackburniiの学名をアンナに捧げた。鳥類の種、学名Dendroica fusca（日本名はキマユアメリカムシクイ）の英語名、Blackburnian Warblerはアンナの功績を称えて命名された。